# Beleg van Gorinchem (1402)
Het Beleg van Gorinchem vond plaats tussen 29 juni en 18 september 1402 en zou 11 tot 12 weken geduurd hebben. Jan V van Arkel was in dispuut gekomen met Albrecht van Beieren, graaf van Holland over vergoedingen en deelnemingen. Ook een vete tussen Jan van Arkel en Willem van Oostervant wordt ook genoemd als ontstaan van de Arkelse Oorlog. De ruzie ontaardde in een beleg op de stad Gorinchem, de zetel van de heren van Arkel.
Het beleg is tegenwoordig bekend gebleven dankzij het overgeleverde werk het "Wapenboek van Beyeren" (ook wel de "Heraut" genoemd). Daarin staat nauwkeurig vermeld de opgeroepen strijdkrachten van Albrecht van Beieren, die een "deel name plicht" aan hem hadden (Heervaart). Het ging hier om 122 voornamelijk lage edelen met hun manschappen.

## Achtergrond
Het ontstaan van het geschil moest teruggevoerd worden op de invasies van Friesland. Jan van Arkel nam moeizaam deel aan deze oproeren in het noorden, maar wenste vanaf 1401 niet meer deel te nemen aan deze tochten. Hij legde zijn vazalschap aan de graaf van Holland aan banden. Het dispuut leidde tot roofpartijen op elkaars grondgebied. Jan van Arkel plunderde onder andere de Alblasserwaard met Nieuwpoort en in de Krimpenerwaard met Oudewater. Albrechts zoon Willem van Oostervant plunderde Everstein, Haastrecht en het gebied rond Hoornaar, waarbij plaatselijke boeren het flink moesten ontgelden. Graaf Albrecht stuurde vervolgens diverse brieven naar Gelre, het bisdom Utrecht en andere leenheren, om hen de oorlog te laten verklaren aan de Heren van Arkel.

### Oproep tot Heervaart
Er werden bodes gestuurd naar de graafschappen Holland, Zeeland en Henegouwen met een oproep tot heervaart. Doordat vele edelen vazal waren (ondergeschikte) van de graaf hadden ze een plicht om hem tot hulp te komen bij strijdgeweld. Vanuit Holland verschenen de heren van Brederode, Van Cralingen, Van Heenvliet, Van Egmond, Van der Merwede, Van Wassenaar, Van Duvenvoorde, Van Mijnden, Van Maalstede, Van Alkemade, Van Matenesse, Van Spange, Van Abbenbroek.
Vanuit Zeeland verschenen de heren van Borselle (Borselen), Van Baarsdorp, Van Kruiningen, Van Haamstede, Van Renesse en vanuit Henegouwen kwamen onder andere de heren van Audignies, Van Vertain, Van Haimeyde, Van Monchiels, Van Montegnies, Van Potelis, Van Le Quesnoy, Van Mormont. Dit Henegouwse leger verzamelde zich in Conde om vervolgens gezamenlijk naar Gorinchem op te trekken, er werden 12 boogschutters gerekruteerd voor Willem van Oostervant persoonlijke bewaking te zorgen. De lagere adel waren verplicht 10 a 15 krijgsmannen mee te nemen, de wat rijkere edelen in hogere posities als "baanderheren", "stadhouders" of groot grondbezitters waren verplicht minimaal 20 krijgsmannen mee te nemen. Er namen ook nog edelen deel uit Utrecht, Brabant, Luxemburg en Kleef.

## Beleg
Op 28 of 29 juni kwamen de diverse legers onder leiding van de graaf van Holland de stad Gorinchem belegeren. Graaf Albrecht en zijn zoon sloegen hun kamp op ten noorden van de stad, en er arriveerden overal legers vandaan, zoals uit het Heilige Roomse Rijk, Utrecht, Zeeland, Henegouwen, Gelre, Kennemerland, Rijnland enz., samen zou het leger een grootte van 6000 manschappen hebben gehad. De stad Gorinchem zou vlak voor het begin van het beleg bevoorraad zijn door Gelderse medestanders, ook had Jan van Arkel een klein huurleger over laten komen uit Engeland. Het beleg begon weinig effectief, met het gooien van stenen en pijlbeschietingen.
Half augustus deden de stedelingen een uitval tegen een garnizoen Henegouwse huurlingen in het westen, dat op niks uitdraaide. Eind augustus deed zich het belangrijkste wapenfeit voor: een Hollands leger dreigde de stad binnen te komen aan de noordkant waar de burcht en de stad zich scheidde. De stedelingen wisten een aantal van honderd kopstukken te doden en gevangen te nemen, waaronder de heren Walraven I van Brederode, Boudewijn en Floris van Borselen. Bij een uitval van de Arkel aanhang gebruikte verdedigers in de stad "grote potten" met ongeblust kalk, dat als een soort hedendaags traangas aanvoelde voor de groot aanwezige belegeraars, de tegenstander kreeg een flinke pijn in de ogen waardoor gecodineerde acties niet mogelijk waren Op 18 september werd het Beleg beëindigd, nadat graaf Albrecht zich voor hofse zaken naar 's Gravenhage moest begeven. Jan V van Arkel kwam er goed vanaf, hij hoefde een toegezegde knieval voor de graaf niet te doen, de Hollandse vlag zou maar 1 dag op de kerktoren gewapperd hebben en daarna zou de Arkelse bannier teruggeplaatst zijn. De krijgsgevangen zouden nog jaren binnen Gorinchem verblijven, nadat aan het losgeld voldaan was.

## Nasleep
Het Beleg van Gorinchem was het eerste echte wapenfeit tussen vooral het Graafschap Holland en Arkel dat zou leiden tot de elf jaar durende Arkelse Oorlogen (1401-1412), wat vooral de ondergang van de macht van de heren van Arkel zou gaan betekenen.
Graaf Albrecht overleed twee jaar na het Beleg, nadat hij al leed aan een vorm van Alzheimer. Na twee jaar van korte bestanden besloot Willem van Oostervant (nu Willem VI van Holland) de wapens weer op te pakken vanaf februari 1405 met een Beleg op Hagestein en Everstein.

## Deelnemers

### Deelnemers aan Hollandse zijde
13v
- hertog Aelbrecht van Beyeren (Albrecht van Beieren)
- de landgrave van Lucenborch (van Luxemburg ?)
- de borchgrave van Leyden (van Leiden - Holland)
- de borchgrave van Montfoirde (Jan II van Montfoort - Utrecht)
- de heer van Vyanen (van Vianen - Utrecht)
- de heer vander Merwede ende van Steyn (Holland) Daniël VI van Merwede
- de heer van Haemstede (van Haamstede - Zeeland)
- heer Huge van Henevliet (van Heenvliet - Holland)
- heer Florens van Bersele (Floris van Borssele "van Sintmaartenspolder" - Zeeland - meubel: 3 sterren - gedood)

14r
- heer Dirc van Wassener (van Wassenaar - Holland)
- heer Jan van Vyanen (van Vianen - Utrecht)
- heer Claes van Borsell (van Borssele - Zeeland - meubel: 3 sterren)
- heer Aernt van Duuenvoirde (van Duvenvoorde - Holland)
- heer Claes van Bersell (van Borssele - Zeeland - meubel: 1 lambel)
- heer Jan van Heemstede (van Haamstede - Zeeland)
- heer Claes van Reymersuale (Klaas Kervink van Reimerswaal - Zeeland - gevangengenomen)
- heer Jan van Drongelen (Brabant, maar toen een Hollandse leen, later als kastelein van Gorinchem benoemd)
- heer Herberen van Yselstein (van IJsselstein - Utrecht)

14v
- heer Jan van Henevliet (van Heenvliet - Holland)
- heer Aernt van Moirmont (van Mormont - Luxemburg)
- heer Wouter van Mijnden (Holland)
- heer Gerijt van Eemskerc (van Heemskerk - Holland)
- heer Lodewich vander Maelstede (Maalstede - Zeeland)
- heer Florens van Alcmade (van Alkemade - Holland)
- heer Dirc van Poelgeest (nu Oegstgeest - Holland)
- heer Jan van Renesse (Zeeland)
- Aelbert van Arnemuden (van Arnemuiden - Zeeland)

15r
- Gillis van Cralingen (van Kralingen - Holland)
- Zadelbogher (geen voornaam vermeld)
- Jan van Henevlyet (van Heenvliet - Holland)
- Claes van Bersele (van Borssele - meubel: 3 sterren - Zeeland)
- Ariaen van Crunyngen (van Kruiningen - Zeeland)
- Wolfert van Maelstede (van Maalstede - Zeeland)
- Gerijt van Maldegom (van Maldegem - Vlaanderen)
- Peter van Scengen (van Schengen - Luxemburg)
- Filip vander Spaenge (Spange - Holland)

15v
- Jan van Abbenbroec
- Jan vander Maelstede (van Maalstede - Zeeland)
- Florens van Abele
- Wouter van Matenes
- Herberen van Brakell
- Jan van Haemsteden (van Haamstede - Zeeland)
- Danyell vanden Poell
- Vrederic vander Zeuender
- Gouert van Stapell

16r
- Gerijt van Vlyet (van Vliet - Utrecht)
- Pinckert van Heremis (?)
- Olifier vander Maelstede (van Maalstede - Zeeland)
- heer Vriese van Ostende (van Oostende - Vlaanderen)
- Jan van Bersell (van Borssele - meubel: 1 lambel - Zeeland)
- Florens vander Maelstede (van Maalstede - Zeeland)
- Jan van Stapell (van Stapel - Vlaanderen)
- Danyell Vileyn (Daniel van Gent gezegt Vilain - Vlaanderen)
- Jan die bastert van Henegouwen

16v
- Gelis van Scengen (van Schengen, ook Gillis Schenk genoemd - Luxemburg - gevangengenomen)
- Jan van Rosendaell (van Roosendaal - Brabant)
- Gerijt die Bole (de Boll - Utrecht)
- Willam van Driemylen (van Drimmelen - Brabant)
- heer Jan Scoen Jans s. (?)
- Aernt van Ghiessen (van Giessen - Brabant)
- Bouwen van Baersdorp (van Baarsdorp - Zeeland)
- de grave van Oesteruant soen te Hollant (Willem (van Oostervant) VI van Holland)
- de grave van Hennenberch (Graaf van Henneberg, nu Duitsland)

17r
- de drossaet van Henegouwen
- de heer van Egmondt (van Egmond - Holland)
- de heer van Lygne (van Ligne - Henegouwen)
- de heer vander Hamayde (Hamaide - Henegouwen)
- de heer van Kesnoyt (Le Quesnoy - Henegouwen, nu Frankrijk)
- heer Henric vander Leck (Holland)
- heer Ansiell van Trasengies (de Trazegnies - Henegouwen)
- heer Willam van Egmondt (van Egmond - Holland)
- Gherit van Hauereth

17v
- Wistasse van Vertayn (?)
- Henric van Naeldwijck (van Naaldwijk - Holland)
- heer Jan van Potelis (van Potelle - Henegouwen, nu Frankrijk ?)
- Gherijt van Egmondt (van Egmond - Hollande)
- Jan van Scaellon (?)
- Jan van Honcourt (Elzas ?)
- Jan van Heemsteden (van Haamstede - Zeeland)
- Dirc vander Leck (Holland)
- Dirc van Egmondt (van Egmond - Holland)

58r
- Jan van Cronenborch (van Cronenburg - Holland)
- Bertout van Assendelff (van Assendelft - Holland)
- Jan van Montegnies (van Montignies - Henegouwen)
- Jan van Floyen (?)
- Jan van Renesse (Zeeland)
- Jan van Dyest (van Diest - Brabant)
- Jan van Hordeyn (?)
- Ghy van Monchiauls (?)
- Willam van Haemsteden (van Haamstede - Zeeland)

58v
- Jan van Audiegnies (van Audignies - Henegouwen, nu Frankrijk)
- Peter van Vertain (Henegouwen, nu Frankrijk)
- Otte van Nyenrode (van Nijenrode - Utrecht)
- Jacop van Saers (?)
- Flips van Bersell (Filip van Borssele - meubel: 1 lambel - Zeeland)
- Aelbert van Egmondt (van Egmond - Holland)
- Gherit van Eemskerck van Liesuelt (van Heemskerk van Liesveld - Holland)
- heer Jan bastaard van Bloys (Jan bastaard van Bloys)
- Jan van Mastein (van Mastaing - Henegouwen, nu Frankrijk)

59r
- Aelman van Scautsijns
- heer Fierenbras
- Zadelbogher
- Jacop Pertijt
- Jan Folye
- Olifier van Colen
- Jan vander Maelstede (van Maalstede - Zeeland)
- Ghijsken van Diepenborch
- Jan van Lymbeeck (? - Holland)

59v
- Jan van Rockingen
- Flussart van Steenbrug
- Aernt vander Hameyde (van La Hamaide - Henegouwen)
- Jacop van Rijsoirt
- her Jan Heyenbeeck
- de grave van Cleve ende vander Marck Adolf IV van Kleef-Mark
- die grave van Zeyne
- die heer van Willdenborch
- Jan van Alphen

60r
- Pelgrom van Lete
- her Lws van Empell
- Euert van Wisscell
- Hermen van den Reecke
- Hermen van Wittene

Andere bronnen :
- Philips van Dorp
- Boudewijn Van Borssele(Zeeland - gevangengenomen)
- Floris van Borssele (Zeeland - gevangengenomen)
- Walraven I van Brederode (Holland - gevangengenomen en tot 1409 in Gorinchem gebleven !)
- Klaas van Zwieten (Zeeland - gevangengenomen)
- Willem van Rijn (Holland - gevangengenomen)
- Philips van Everingen (Saksen - gevangengenomen)
- Jan, de bastaard van Borssele (Zeeland - gevangengenomen)
- Steven van Berenbroek (Brabant - gevangengenomen)
- Jacob Schiecker (gevangengenomen)
- Peter Potter (gevangengenomen)
- Hugo Post(gevangengenomen)
- Daniel de Vigilien (gevangengenomen)
- Dankaart van Diepen (gevangengenomen)
- Adriaan van Salmen (gevangengenomen)
- Jan Mos (gevangengenomen)

### Deelnemers aan Arkelse zijde
- Jan V van Arkel
- Willem van IJzendoorn
- Arent van Schoonauwen
- Engelse huurlingen
- John Hoper
- Thomas Westerdale
- Thomas Hereford
- David Camerden